# Bolivarpark
Der Bolivarpark ist ein öffentlicher, unter Denkmalschutz stehender Park in Hamburg mit einem Spielplatz. Der Park ist rund um die Uhr geöffnet.

## Lage
Der Bolivarpark befindet sich im Stadtteil Harvestehude direkt am Klosterstern. Der Park ist ca. 1,1 ha groß und umfasst eine große Rasenfläche, die von hohen alten Bäumen umgeben ist. Für Kinder ist ein Spielplatz vorhanden und es gibt Bänke. Der Weg des Parks ist kein Rundgang. Eingänge bzw. Ausgänge befinden sich an der Rothenbaumchaussee und am Harvestehuder Weg.
Der U-Bahnhof Klosterstern der Hamburger U-Bahn-Linie U1 befindet sich in direkter Nähe.

## Geschichte

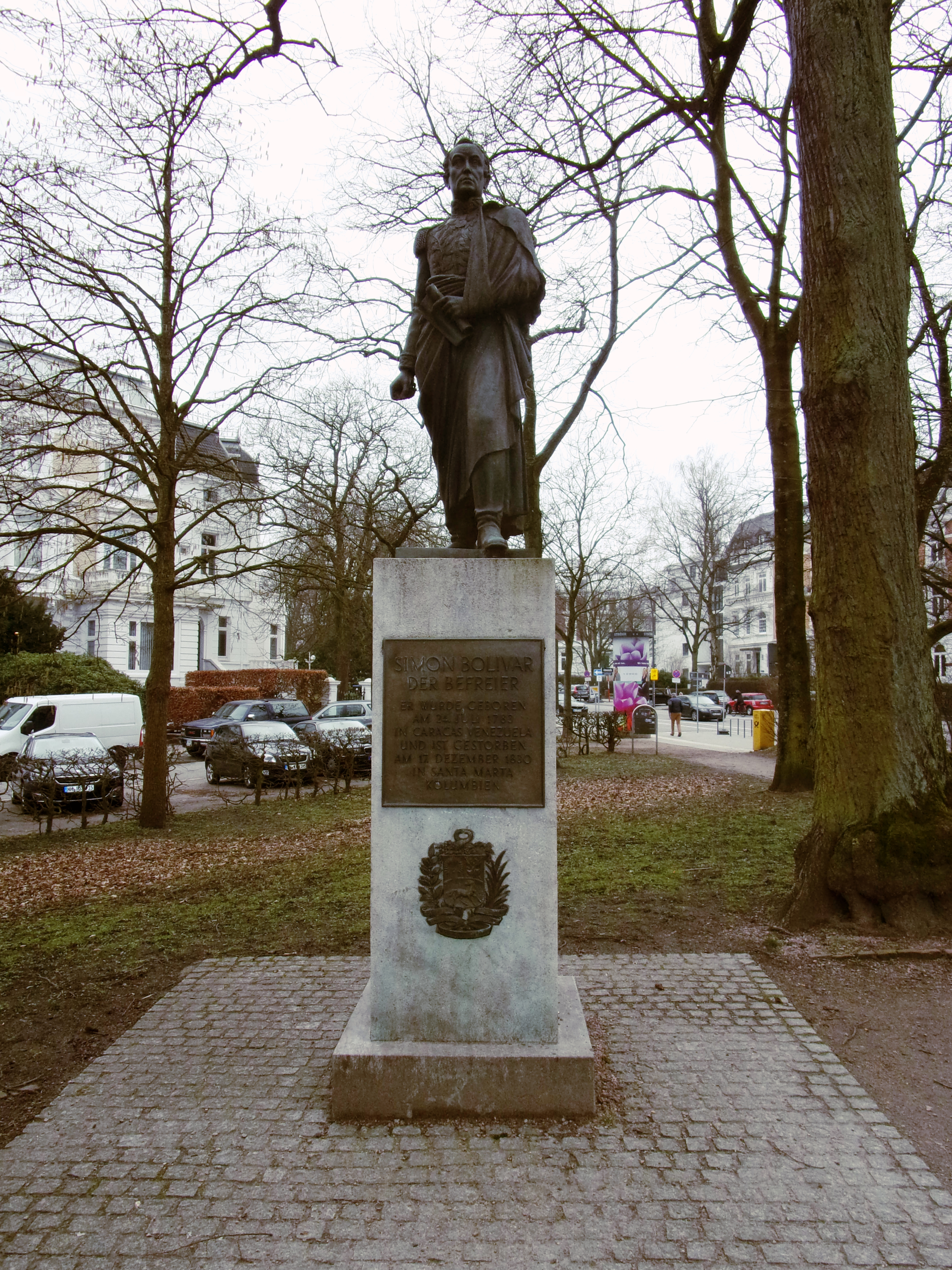
Denkmal für Simón Bolívar

Im Jahr 1900 wurde der Park „offiziell“ angelegt und erhielt zunächst den Namen „Abteipark“ um aus den Bebauungsplänen Harvestehudes ausgeschlossen zu werden, jedoch existierte die Grünfläche mit Wegen auch schon vorher. Auf Karten von 1886 und 1895 ist zu sehen, dass der Park damals noch mit einem Wegesystem ausgestattet war, das im Kreis führte. Schon 1864 ist eine parkähnliche Fläche zu erkennen.
Die Senke entstand vermutlich durch die Nutzung als Sand- und Kiesgrube für das ehemalige Kloster St. Johannis.
Um den südamerikanischen Unabhängigkeitskämpfer Simón Bolívar zu ehren, wurde 1969 am südlichen Ende des Parks ein Denkmal errichtet, welches der Botschafter Venezuelas der Stadt Hamburg geschenkt hatte. Bereits 1954 wurde der Park in „Bolivarpark“ umbenannt.
| SIMON BOLIVAR DER BEFREIER ER WURDE GEBOREN AM 24. JULI 1783 IN CARACAS VENEZUELA UND IST GESTORBEN AM 17. DEZEMBER 1830 IN SANTA MARIA KOLUMBIEN | ER BEFREITE VENEZUELA KOLUMBIEN ECUADOR PERU BOLIVIEN UND PANAMA | DIESES DENKMAL WIDMET DIE REPUBLIK VON VENEZUELA DER FREIEN UND HANSESTADT HAMBURG |

Eine weitere Tafel weist auf die Restaurierung im Juli 2013 hin. Darunter befindet sich das Wappen von Venezuela. Die Bolívar-Statue blickt über die Senke auf die St. Nikolai-Kirche.